# クリストファー・マイケル・ノット
クリストファー・マイケル・ノット（英語: Christopher Michael Knott、1959年10月29日 - ）は、アメリカ合衆国出身で、日本に在住するラジオDJ。主にクリス名義で活動している。

## 来歴
アメリカ合衆国ロードアイランド州に生まれ、ニューヨーク州で育つ。母は京都出身の日本人。
ロチェスター工科大学写真芸術学部卒業。22歳の時に来日し、以後は日本に在住する。
1995年にFM COCOLOが開局すると、同時に開始したジャズ専門のラジオ番組『World Jazz Warehouse』のレギュラーDJに起用。以後、ラジオDJの他、ナレーターやイベント（主にジャズ）の司会・プロデュース、翻訳などでも活躍する。

## 人物
ジャズをはじめ、クラシック、ポップ・ロック（主にプログレッシブ・ロック）に造詣が深い。ただし、ジャンルは問わない。
その他の趣味は美術鑑賞、野球、ゴルフ。

## 出演番組
いずれもFM COCOLO。
- World Jazz Warehouse（1995年10月 - ）
- COCOLO Earth Colors -ENGLISH-